# Promechinus
Promechinus is een geslacht van uitgestorven zee-egels uit de familie Stomopneustidae.

## Soorten
- Promechinus taferdoutensis Vadet, Nicolleau & Reboul, 2010 † Bajocien, Hoge Atlas, Marokko.